# Vartenberkové
Vartenberkové (též Vartemberkové, Vartmberkové, Wartenberkové či Wartenbergové, německy (von) Warttenberg) byl český šlechtický rod, významná odnož prastarého rodu Markvarticů. Ve 14. a 15. století patřili k nejvýznamnějším rodům Českého království. 

## Historie

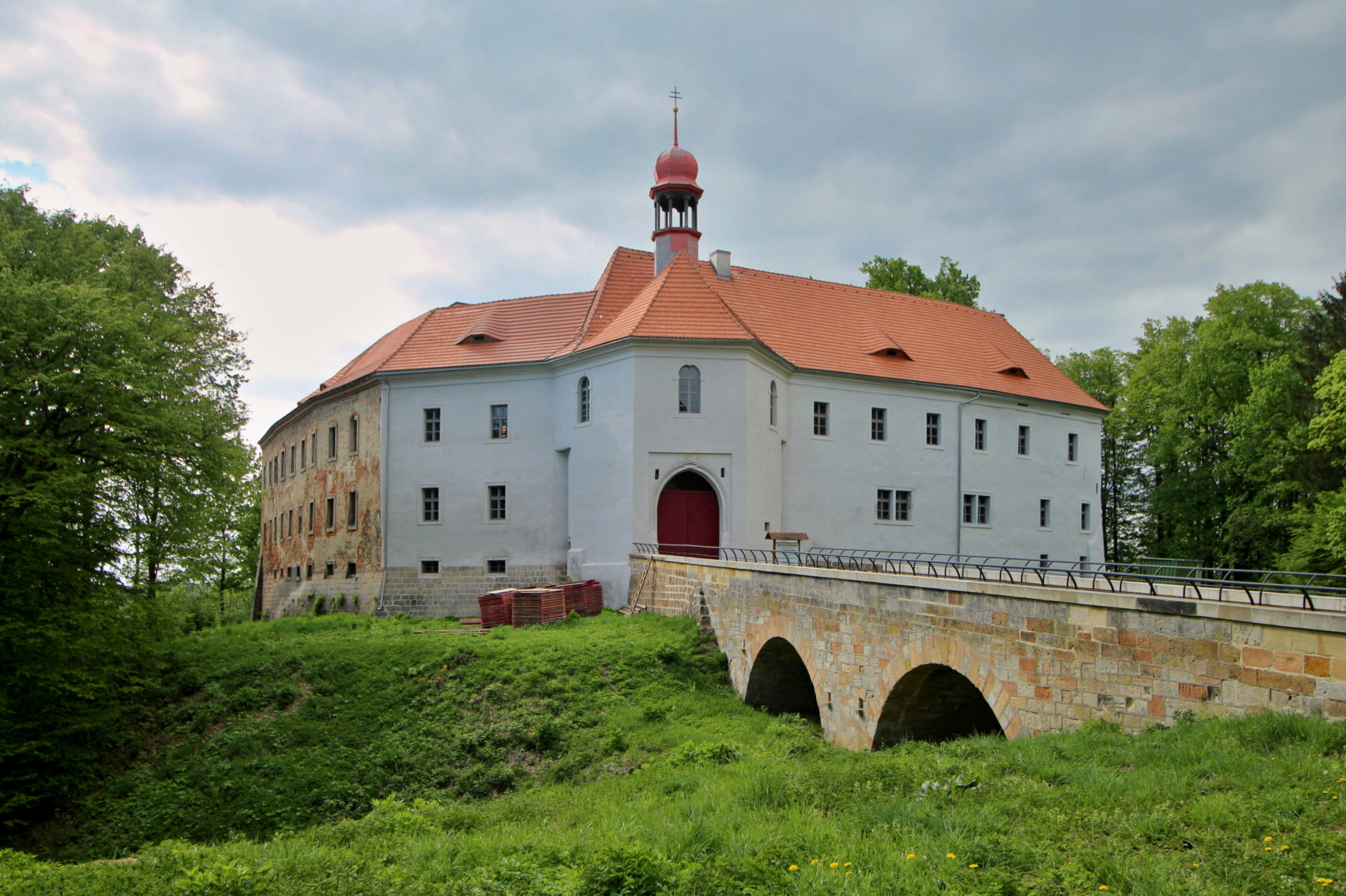
Zámek Vartenberk, původně hrad ve Stráži pod Ralskem

Za zakladatele rodu je považován Markvart, syn Markvarta z Března, jenž někdy po roce 1268 vybudoval nedaleko Mimoně hrad Stráž neboli Vartenberk (dříve Wartenberg, německy Warte = stráž). Zachovala se jeho pečeť s nápisem S. Marqvardi de Wartenberc. Je ovšem možné, že hrad (i rod Vartenberků) založil až jeho syn Beneš z Vartenberka, přezdívaný Velký či Veliký. K tomu připojil Sobotku a působil jako královský komorník a pražský purkrabí. Benešovi čtyři synové rod rozdělili do čtyř větví.

### Děčínská linie
Zakladatelem děčínské větve byl Jan z Vartenberka či ze Stráže, který zemřel v roce 1316 při bojích za osvobození svého přítele Jindřicha z Lipé. Kromě Vartenberka mu patřil též Děčín. Jeho synové Vaněk, Jan a Beneš dostali v roce 1319 od Jana Lucemburského hrad Střekov. Po rozdělení majetku pak bratři založili další větve rodu. Vaněk si ponechal Vartenberk, k němuž později přibyl Děvín a Tolštejn. V roce 1337 udělil král Vaňkovi do dědičného držení úřad nejvyššího číšníka – přecházel pak vždy na nejstaršího v rodě. Vaňkův syn Václav získal kolem roku 1363 Zákupy, které se udržely ve vlastnictví Vartenberků přes 100 let. Jan z Ralska, zvaný také Chudoba, se stal kanovníkem svatovítské kapituly v Praze, avšak časem se úřadu zřekl. Postavil si hrad Ralsko a získal velký majetek na severu Čech. Během husitských válek stál nejprve na katolické straně, později se přidal k husitům.
Podobně se choval i Zikmund Děčínský z Vartenberka (z druhé rodové větve), který válčil s Lužičany a Míšňany. Účastnil se korunovace Albrechta II. na českého krále, s nímž táhl proti vzbouřenému Táboru. Později však na něho padlo podezření, že svého krále zradil, byl zajat a uvězněn v jindřichohradeckém vězení, kde jej umořili hlady. 
V roce 1490 zdědil Václav z Vartenberka († 1552) panství Rybnov (dnes součást městyse Holany) jižně od České Lípy po svém strýci Kryštofovi. Měl i Chudý hrádek u Holan, Jestřebí a část města Česká Lípa. Protože se zúčastnil povstání proti králi Ferdinandovi I. v roce 1547, celé panství se stalo manstvím.[zdroj?]

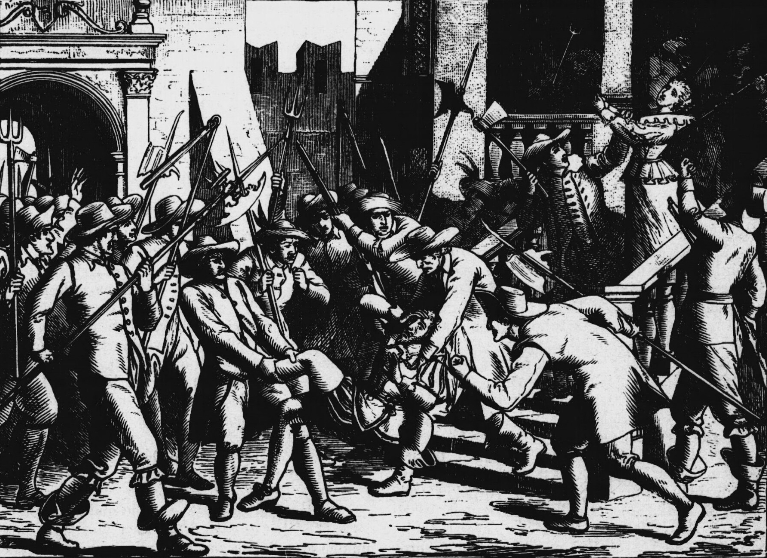
Vzbouření sedláci zavraždili Jindřicha Otu z Vartenberka (Česko-moravská kronika, J. Scheiwl, 1891)

Posledními mužskými příslušníky děčínské linie a Vartenberků vůbec byli bratři Ota Jindřich a Jan Jiří. Ota Jindřich byl osvoboditelem Elišky Kateřiny ze Smiřic, dědičky ohromného smiřického majetku, která byla vězněna na hradě Kumburku. Jeho sny o značném jmění však přišly vniveč, protože Eliška Kateřina později zemřela při výbuchu jičínského zámku. Oba bratři se zúčastnili stavovského povstání. Otovi byla po porážce českých stavů udělena milost, přestoupil ke katolicismu a koupil si statek Markvartice u Děčína, kde byl zabit v roce 1625 vzbouřenými poddanými, které utiskoval. Jeho bratr Jan Jiří po Bílé hoře všechny své majetky ztratil a v roce 1622 byl nucen emigrovat. Statky Rohozec, panství Nový zámek a Česká Lípa odkoupil jako pobělohorský konfiskát Albrecht z Valdštejna. Jan Jiří zemřel v Sasku někdy po roce 1630. Údajně na hostině, na které prý naráz vypil ohromný pohár vína na opětné slavné pozdvižení české koruny a skonal.[zdroj?] Jeho smrtí vymírá celý vartenberský rod.

### Veselská linie
Starší Benešův syn stejného jména (Beneš II.) zdědil pozemky na levém břehu řeky Jizery a jako své centrum zvolil Vysoké Veselí. Později získal Bydžov a zástavou Veliš a Jičín, roku 1337 dostal jeho nejstarší syn Jan či Ješek (†1362) celé jičínsko-velišské dominium od Jana Lucemburského do dědičného držení. Jan zastával úřad nejvyššího komorníka a od roku 1356 až do smrti úřad pražského purkrabího. Jeho syn Beneš (†1385) byl rovněž pražským purkrabím a také moravským hejtmanem.
O vzestup rodu se nejvíce zasloužil Čeněk mladší z Vartenberka († 1425), v letech 1414–1420 nejvyšší pražský purkrabí a do zletilosti Oldřicha z Rožmberka jeho poručník. Inicioval protestní list proti upálení Mistra Jana Husa, na počátku husitských válek stál na straně podobojí, potom však přešel na stranu krále Zikmunda. Za jeho následnou věrnost mu Zikmund udělil uherský dračí řád, který se stal součástí rodového znaku.

### Kumburská linie
Hrad Kumburk získal z rodového majetku třetí syn Markvart. Tato větev, která vlastnila ještě Mohelno a Drnholec, vymřela počátkem 15. století. 

### Kostecká linie
Mladší syn Beneš (III.), který zpočátku sídlil na tvrzi Sobotce, vystavěl v polovině 14. století pevný hrad Kost. Když jeho synové Petr a Markvart získali také Žleby, Hrubý Rohozec či Zbiroh, ponechal si Kost Petr. Markvart, který byl mistrem královské komory, se v roce 1388 dostal do sporu se Zhořeleckými, snažil se ho řešit silou a byla proti němu vyslána zemská hotovost. Byl uvězněn a jeho hrady byly pobořeny.
Větev vymřela po meči počátkem 15. století.

## Erb

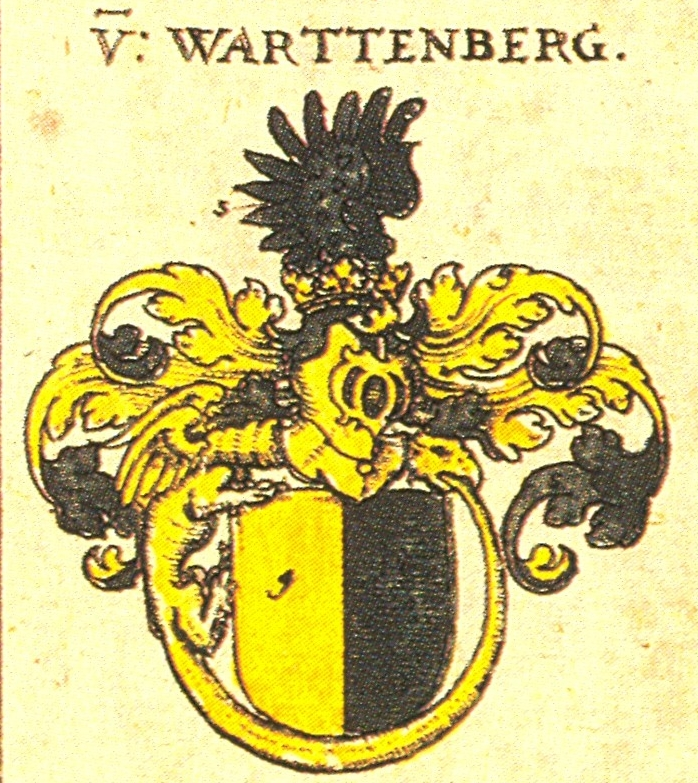
Podoba vartenberského erbu podle Siebmachera

Vartenberkové užívali zlato-černě polceného znaku, v pozdějším období obtočeného zelenou saní (na paměť členství známé postavy husitské epochy Čeňka z Vartenberka v Dračím řádu císaře Zikmunda Lucemburského). U těch z rodu, kteří vykonávali funkci nejvyššího číšníka, býval jejich erb doplněn o konvici s číší.

## Příbuzenstvo
Spojili se s Rožmberky, Valdštejny, Kolovraty, Šliky, Martinici, Budovci, Čabelickými ze Soutic, pány z Kunštátu, Smiřickými ze Smiřic či z Donína.

## Valdštejn-Vartenberkové
K odkazu Vartenberků se v 18. století aktivně přihlásil rod Valdštejnů. Císařovna Marie Terezie povolila 16. srpna 1758 Františku Josefovi z Valdštejna (1709–1771) používat dvojitý přídomek z Valdštejna a Vartenberka. Valdštejnové rozšířili o vartenberský štít i svůj rodový erb. Potomci mnichovohradišťské větve se dodnes jmenují Waldstein-Wartenberg.

## Osobnosti rodu
- Pelhřim z Vartenberka, v letech 1223–1226 pražský biskup
- Beneš z Vartenberka, v roce 1283 nejvyšší číšník
- Jan z Vartenberka, v roce 1315 moravský zemský hejtman († 5. ledna 1316)
- Kateřina z Vartenberka, druhá manželka Petra z Rožmberka (†1355), její příslušnost k rodu Vartenberků někteří historikové zpochybňují
- Vaněk z Vartenberka, v letech 1352–1367 nejvyšší číšník
- Beneš z Vartenberka, v roce 1380 moravský zemský hejtman
- Václav z Vartenberka († nejpozději 1407), účastník donínské války a člen panské jednoty
- Čeněk z Vartenberka, nejvyšší purkrabí i nejvyšší číšník († 17. září 1425 hrad Veliš)
- Zikmund Děčínský z Vartenberka, válečník husitské doby
- Jan Chudoba z Vartenberka na Ralsku, kanovník svatovítské kapituly v Praze, později válečník
- Zikmund z Vartenberka, v letech 1487–1506 nejvyšší číšník, vojevůdce
- Kryštof starší z Vartenberka (1508–1590), generální převor české provincie řádu johanitů a dvorský a válečný rada králů Maxmiliána II. a Rudolfa II.
- Ota Jindřich z Vartenberka († 1625), nejvyšší číšník Království českého
- Jan Jiří z Vartenberka († asi 1632), nejvyšší číšník Království českého, poslední člen rodu